# Облекло
Облекло се отнася до всяко покритие на човешкото тяло, което е предназначено за носене. Носенето на облекло е изключително човешка характеристика и е характерна черта на почти всички човешки общества. Размерът и вида на носените дрехи зависи от функционални, социални съображения и технологичните възможности на съответното общество. За облекло служат различни изделия – плетени, шити, завързани, закопчани и които имат за цел да покриват части от тялото или цялото тяло и го предпазват от студ, горещина, вятър и влияния на атмосферните условия в съответния регион. Изработват се от различни видове платове, кожа, изкуствени и природни материали, или се плетат от прежда. Може да подобри безопасността по време на различни професионални дейности или при различни спортове, като например туризъм, плуване, ски спорт, готвене, коване, селско стопанство и всички останали дейности на човека. Осигурява бариера между кожата и околната среда. Дрехите могат да защитят хората от ухапвания на насекоми и влечуги, наранявания от растения като тръни, коприва и други. Освен това те регулират температурата и изпълняват хигиенни, социални и културни функции – сексуална диференциация, социален статус, професионализъм. Униформата например може да покаже принадлежност към определена социална или професионална група като например да идентифицира полицейски и военен персонал, или други професионални групи. Облеклото също така осигурява защита от вредната UV радиация.
В много общества нормите за облекло са съобразени със стандартите на скромност, религия, пол и социално положение. Облеклото може да функционира като форма на украшение или израз на личен вкус и стил. Но някои предмети, които се носят не се считат за облекло, а по-скоро за аксесоари. Такива са шалове, ръкавици, бижута, очила и други. Едни от най-важните части на дамското облекло са сутиен, бельо, пола, рокля, пуловер, жилетка, а на мъжкото риза, панталон, потник, яке.

## Мъжко и дамско облекло
В повечето култури съществуват разлики в облеклото за мъже и жени. Те са както в стила, така и в цветовете и материите.
В западните общества например роклите и обувките с високо токче са обикновено разглеждани като женски дрехи, докато вратовръзките са обикновено за мъжкото облекло. Панталоните някога са се разглеждали като изключително мъжки дрехи, но в днешно време са носени и от двата пола. Мъжките дрехи често са по-практични, те могат да функционират при широк диапазон от ситуации, но при жените има много по-голямо разнообразие. Като цяло е приемливо за една жена да носи традиционно мъжки дрехи, докато обратното е по-скоро необичайно.
Понякога мъжете могат да изберат да носят поли, като тоги или килт, особено на официални церемонии. Такива дрехи в миналото често са се носили като нормално ежедневно облекло от мъже. Така например в някои страни на Азия облекло като саронг се носи при официални и неофициални случаи от мъже и жени. На Балканите в миналото се е носила фустанела. И сега тази дреха се използва като парадна униформа в гръцките представителни части. В сравнение с мъжкото облекло, дамското облекло има тенденция да бъде по-привлекателно и да привлича вниманието.

## Политика и облекло
Облеклото често е било част от политиката, налагана от определени политически сили. Пример за това са Петър I (Русия), който в началото на своето управление налага закони за въвеждането на модерно за времето си европейско облекло, както и забрана на брадите. През 1698 година издава указ за носене на немски дрехи и за брадите. Това е част от неговата борба за създаването на модерна Русия.
В Турция Кемал Ататюрк освен създаването на Турската република и въвеждането на много модерни закони за държавата, като даването на права на жените, отмяна на шериата, реформа в образованието, забрана на религиозни организации и други, през 1925 година забранява със закон носенето на определени видове дрехи включително и фесове и чалми. По този начин със серия от закони успява да създаде за няколко десетилетия модерна Турция.
В някои култури сумптуарни закони регулират това, което мъжете и жените са задължени да носят. Ислямът изисква жените да носят по-скромни форми на облекло, обикновено хиджаб. Това, което се квалифицира като „скромно облекло“ варира в различните мюсюлмански общества, обаче жените обикновено са задължени да покриват по-голямата част от тялото си. Дрехи, носени от мюсюлманските жени, които изразяват гамата на скромността са от забрадка до бурка.
В някои страни съществуват ограничения на носенето на хиджаб. Към края на 2012 г. съществуват следните ограничителни режими:
Носенето на дрехи, скриващи лицето като никаб и фередже, на обществени места е забранено във Франция, Белгия, Турция и някои провинции в Германия. В Холандия режимът е ограничен до сферите на образованието, здравеопазването, социалната помощ, държавната и местната администрация и обществения транспорт, но не съществува забрана за носене на фередже на улицата. В Тунис съществува официална забрана за носене на фередже и никаб в сферите на образованието и държавната администрация от 1981 г., но спазването на забраната не се следи строго.
В Cингапур съществува забрана за носенето на забрадки в училищата.
В Египет от 2003 г. до 2012 г. съществува практиката телевизионните говорителки да не носят забрадки.
Използването на кожата на животни с ценна кожа за облекло е с много стара история. Тези кожи се използват все още в страните със суров климат, но основно се използват във висшата мода. Тяхното получаване и използване са предмет на нападки от различни организации за защита на правата на животните. Освен че са предмет на ловуване, тези животни се отглеждат в специализирани ферми. Писателят Йордан Радичков е описал такава ферма за сребърни лисици и технологията им на отглеждане в своята книга-пътепис Неосветените дворове, „Тъй си живеят лисиците в Покровската звероферма, наполовина рай, наполовина ад“ В резултат и на активността на организации като ПЕТА (PETA) и други в редица страни като Австрия, Хърватска и други е забранено отглеждането на животни за ценна кожа във ферми.

## Униформи
Униформата е специален вид облекло, което се носи и изисква от определени професии или организации. Така например някои средни училища имат задължителна униформа, която дава идентичност на даденото училище. По време на социализма в България ученическата униформа е задължителна за много от средните учебни училища като техникуми и професионални училища, като към нея в основното училище задължително влиза и синята чавдарска или червената пионерска връзка, когато това са членове на тези организации. Униформи са били задължителни в миналото преди 1944 година и в гимназиите. Има теория, че носенето на униформи намаляват социалните разлики между отделните ученици. В западните страни носенето на униформи в елитните училища е задължително. В създадените в САЩ и по целият свят скаутски организации носенето на униформа е гордост и задължение като принадлежност към общи идеи и идеали.
Друга задължителна униформа е тази на военните, като с течение на времето в България (след 1968 година) се въвеждат парадна и бойна униформа. Офицерската парадна униформа се различава от войнишката парадна униформа. Също така тя е различна в различните страни и в различните исторически периоди. Други професии, които изискват униформа, са служители БДЖ, пожарникари, полицаи и други.
Спортните униформи са друг вид униформа, която и по цвят, и по стил, и по материали е различна както за отделните спортове, така и за отделните отбори в един и същи вид спорт.

## История
През годините облеклото е еволюирало значително, с новите технологии и нови материали то става по-удобно, по-трайно и по-естетично. Освен това тенденциите в облеклото следват и модата.
Според археолози и антрополози, в дълбока древност в първобитните общества дрехите са се изработвали от трева, листа, кожи и други естествени продукти и са се носели драпирани, увити или вързани около тялото. Според някои археолози първите облекла започват да се носят преди около 50 000 години. Познаването на тези дрехи остава трудно, тъй като материалите, от които са разработвани, се разлагат много по-бързо от камъка, костите, черупките и метала. Археолозите са идентифицирали много рано шевни игли изработени от кост и слонова кост от около 30 000 г. пр.н.е., открити в Русия през 1988 г. Ленени влакна, които биха могли да бъдат използвани в облеклото са били открити в праисторическа пещера в Грузия, които датират от 36 000 пр.н.е.
Учените все още обсъждат кога хората започват да носят дрехи. Някои анализи показват, че от около 107 000 години насам. Изследвания на някои учени сочат, че изобретяването на облеклото съвпада с миграцията на север на модерния човек, от топлия климат на Африка към северните райони, между 50 000 и 100 000 години назад. Въпреки това, друга група изследователи, използващи подобни генетични методи изчисляват, че облеклото възниква преди около 540 000 години.

### Съвременно облекло

#### Материали и технологии на производство

##### Материали
В зависимост от развитието на културата, на технологиите на производство както и на отношението към природата в различни места по света, дрехите се изработват от кожи, различни видове тъкани и трикотаж. През различните периоди на развитие на човечеството се използват различни животински продукти и растителни влакна. Това включва използване на различни растителни продукти като:
- Памук
- Лен
- Коноп
- Коприва
- Бамбук
- Гутаперча
- Каучук
- Дървесина, като например за изработка на дървени обувки
- Пух, обикновено гъши или патешки, който се използва за изработка на висококачествени дрехи, които притежават много добри топлоизолационни качества

както и различни животински продукти като:
- Кожи на различни животни.
- Вълна от овце, камили, лами, зайци и много други
- Коприна
- Кожи на животни с ценна кожа: при определени животни особено ценно е наличието на мека и красива козина, която се цени изключително много в модната индустрия. Това са самур, хермелин, полярна лисица, видра, морска видра, ондатра, нутрия, американска норка, европейски бобър и други. Тези кожи са добивани в миналото основно чрез лов. Независимо че тази практика продължава, голяма част от тези животни се отглеждат в специални ферми.

С развитието на химическата промишленост през края на 19. и началото на 20. век се създават много нови продукти, които се използват интензивно в производството на облекла.
- Найлон (полиамид): това е търговското наименование на полиамидни влакна. Разработен е като нов продукт във фирмата DuPont през 1935 година.
- Полиакрилонитрил PAN, материал от който се изработват влакна за текстилната промишленост с много добри характеристики, но които обикновено трябва да се използват с други естествени влакна като памук, вълна и други.
- Ликра или елестан – нишки от полиуретан, характеризиращи се с много висока еластичност.
- Полиестер е основно представен от полиетилентерафталата (РЕТ).

През вековете са създадени и различни видове принадлежности, които се използват за подобряване на функционалните свойства на облеклото като:
- фибула
- цип
- велкро

Текстилната индустрия днес е напълно механизирана и използва тези продукти съвместно с много други продукти и чрез различни технологии.

##### Технологии
В съвременното производство на облекло се използват технологии като:
- Филцоване – това е една от най-старите технологии на производство, вероятно възникнала при номадските племена с използването на различни животински влакна. Използва се и някои съвременни продукти като филцови шапки или валенки.
- Тъкане: тъкането на различни животински и растителни продукти води до революция в производството на облекла.
- Плетене
- Лепене
- Ултразвуково лепене
- Шприцване на различни пластмасови и каучукови материали.

В различните култури са се развили различни начини за създаване на дрехи от плат. Един от подходите включва драпиране на плата. Много хора носят дрехи, състоящи се от правоъгълни парчета плат, увити около тялото, например в Индия. Дрехите могат просто да бъдат вързани, или закрепени с колан. При този подход хора с различни размери могат да носят една и съща дреха.
Друг подход включва рязане и шиене на плата за конструиране на облеклото. Традиционните европейски модели за мъжки и женски ризи са направени по този подход. Модерната европейска мода третира облеклото много по-малко консервативно, обикновено рязането става по такъв начин, че оставя различни причудливи останки от плат. Индустриалните шевни операции продават тези отпадъци, някои хора ги използват за създаване на различни декорации.

#### Етнически и културни традиции
Хората в много страни обличат традиционни национални дрехи при определени специални случаи или постоянно. Така например в Япония и Корея, които нормално се обличат с облекла съгласно западния начин за обличане, при редица случаи носят традиционни национални облекла. Те ги обличат при редица поводи като сватбени тържества, пълнолетие и други празници. Подобни традиции има в много страни като Шотландия, Индонезия, в Бавария и други.
Традиционни облекла в арабския свят са: 
- Кандура или дишдаша – национална мъжка роба (тога). Обикновено тя е в бял цвят, символ на бедуинската култура, за да отразява слънчевите лъчи.
- Гутра – шал за глава на персийките народи. Това е вид шамия (куфия), която обикновено се среща в бяло или бяло-червено каре. Гутра произхожда от стари времена и предназначението ѝ е да пази мъжа от пясъка в пустинята. Може да се носи по няколко различни начина, с което се демонстрира статуса на мъжа в обществото.
- Агал – черно въже, препасано около бялата шамия, типично арабско облекло. Първоначално персите използвали агала, за да връзват крайниците на камилите нощем, докато трябвало да отпочинат. Освен традицонното черно въже, доста разпространена е и гафия – бяла кръгла шапчица, добре покрита под шамията на главата.
- Абая – дълга женска черна тога. Тя може да бъде едноцветна, но и украсена със сложни национални мотиви, което оскъпява стойността ѝ. Една абая може да стигне до 700 $, въпреки че носенето ѝ е символ на скромност. В Иран е възприето обличането на западни дрехи под тогите.
- Гишва – женски черен воал за глава, използван от онези, които са задължени да следват строгите традиции.
- Бурка – голяма кърпа, покриваща напълно лицето с изключение на очите, според консервативните религиозни закони. Тези аксесоари за жени са познати под наименованието хиджаб, което означава „покриване на главата“.

#### Професионално облекло
Използва се от работниците в промишлеността, селското стопанство, транспорта, медицината и други. Предпазва човека от опасни условия и травми, защитава го от прах, горещина, замърсяване, различни лъчения и други. Облеклото и личните предпазни средства трябва да предпазват работещите от травми и евентуални нещастни случаи, като например закачане на дълга коса от въртящи се части.
- Защита от висока температура в металургията, при пожарникарите, ковачи и други.
- Защита от ниски температури при работници на открито, работещи в хладилни камери и други.
- Защита от прах, шум, вредни газове, бои, химикали и други.
- Зрелищно – различни костюми за циркови, театрални и други превъплъщения на артистите. В редица страни се провеждат карнавали, при които хората носят маски и карнавални костюми за забавление.
- Защита от биологични замърсявания, както и намаляване вредното въздействие върху околната среда. Преди откритието на микроскопа и доказването на наличието на микробите и вирусите, лекарите не са обръщали внимание на това колко важно е пациента да бъде предпазен от проникването на външно замърсяване в тялото му. Облеклото на хирурга е част от защитата на пациента по време на операции.
- Защита на околната среда от замърсяване като например при работа в чисти помещения, при които не трябва да се замърсяват работните детайли с прах. При работа с чувствителни към електрическите заряди материали като интегрални схеми, трябва да се осигури минимално статично електричество. Това става и с вграждането на метални или въглеродни нишки в облеклото за работа, за да се осигури отвеждане на статичното електричество при движение.
- Специално спортно облекло, като например за игра на хокей на лед (върху ледена площадка и при силови контакти с другите играчи), за плуване, за автомобилни състезания, за ски състезания и много други.
- Облекла за въздушни спортове, като например wingsuit. По време на развитието на човешката цивилизация летенето е мечта, но едва с развитието на самолетостроенето и създаването на надежден парашут се стига до създаването на облекло, което дава възможност за истински полет на човека.

#### Военно облекло
С течение на развитие на военната техника се развива и облеклото на военните. Все по-важно значение придобива качеството и функционалността на облеклото. Освен чисто защитна функция от температурни и атмосферни влияния, облеклото служи за маскировка и предпазване от въздействието на бойни средства. В миналото при използването на хладни оръжия тялото на войниците са предпазва с различни видове брони. Те са изработвани от стомана чрез коване или от кожа, дървесина и други материали, които да спират максимално стрели, копия или хладни оръжия. Използването на броня се простира и над бойните животни, като слонове и коне. Изработвани са брони и за ловни кучета, участващи в лов на диви прасета. През 20. век облеклото на войниците включва различни клинове, шинели, кители и други.
За днешното ниво на огнестрелните оръжия има създадени модерни материали, които могат да спират боеприпасите от личните оръжия. При съвременните защитни облекла за военни и полицейски служби се изработват защитни жилетки от кевлар.
През 20. век са разработени изключително опасни оръжия за масово унищожение, като ядрени, биологични и химически оръжия. През този период са разработени и различни мерки за защита, включително и облекла за защита на персонала, който трябва да се бори с тези замърсявания. Някои от тях са за еднократно ползване, изработвани с лепене, ултразвукова заварка и лесни за производство материали. Други са за многократно ползване и се изработват от гумирани материали.

#### Космическо облекло
Първото космическо облекло, с което лети първият космонавт в света Юрий Гагарин е космически скафандър. С течение на времето космическият скафандър получава все по-добри системи и става все по-надежден. В МКС и по време на продължителните космически полети в космоса се използват леки облекла, но по време на излизането в открития космос се използва напълно автономен скафандър, който трябва да осигури пълна автономност на системите за поддръжка на космонавта, като въздух, температура, налягане вътре в скафандъра, отделяне на влагата и други. Основен проблем при усвояването на други планети като Марс е проблемът със създаването на леко и удобно облекло за работа в условията на липса на атмосфера, вредни въздействие на различни лъчения и други.

#### Религиозно облекло
Религиозното облекло може да се счита за специален случай на работно облекло. Понякога то се носи само по време на изпълнение на религиозни церемонии. Обаче може също така да се носи всеки ден като пример за специален религиозен статус.
Например мюсюлманските мъже носят незашити парчета плат при извършване на религиозни церемонии. Незашита кърпа означава единна и пълна отдаденост на задачата, без никакво отклонение. Сикхите носят тюрбан, тъй като това е част от тяхната религия.
Чистотата на религиозните тоги в източните религии, като индуизма, сикхизма, будизма, исляма и джайнизма е от първостепенно значение, тъй като показва чистота на душата.
Облеклото е на видно място в Библията, където се появява в множество контексти, по-изявени от които са: историята на Адам и Ева, Йосиф, Юда и Фамар, Мардохей и Естер. Освен това свещениците, които извършват в храма литургиите, имат много специфични облекла.
В ислямските традиции, жените са задължени да носят дълги, широки, непрозрачни рокли когато излизат от дома. Жените с по-висок статус в цялата история на обществото носят по-скромни дрехи. Този код е демократичен (за всички жени, независимо от статуса) и защита от жаркото слънце. Корана казва, че това важи за съпрузи и съпруги: „... Това са дрехи, покриващи за вас, и вие за тях.“ (Глава 2:187)
Еврейският ритуал също изисква направа на връхна дреха като знак на траур. Тази практика е в Библията, когато Яков чува очевидно за смъртта на сина си Йосиф.

#### Облекло в България
В България традициите на облеклото са свързани основно с използването на наличните суровини. В България винаги са се отглеждали животни за кожа и вълна, основно овце. Това прави вълната изключително важен продукт за поминъка на населението. Кожухарството е основен начин за създаване на облекла от далечното минали. Развитието на тъкачеството е друга област, с която се осигурява облеклото. През османско владичество в градовете са развити силно занаятите, свързани с производството на облекло за османската армия. Това развива абаджийството, бояджийството и гайтанжийството. Облеклото, което се произвежда за собствени нужди се отличава с многоцветност, красота с използването на различни шевици и многообразие за различните региони на България. В (българската носия) задължителни елементи са престилка, забрадка, сукман, калци, рокля. Правят се потури, елеци, навуща, калпаци и ямурлуци. При производството на ямурлуци се използва технология като тепане, за да се постигне водонепроницаемост на плата. В някои райони като Батак се отглежда интензивно лен и се развиват технологиите за обработката му. В България носенето на носии се извършва главно при изпълнение на състави за национални танци или различни обреди.

#### Бъдещо развитие
Облеклото се променя непрекъснато. Променят се както модата така и технологиите. Разработването на нови материали специално в областта на тъканите води до много по-големи възможности за създаването на облекла със съвършено нов вид. Създаването на облекла, които могат да променят автоматично температурата си, да отразяват куршуми, генерират електричество, участват активно в предаване на информацията и са самопочистващи се с използването например на ефекта на лотоса. Използването на въглеродни влакна, нанотехнологии и други съвременни технологии ще направи облеклата съвършено различни от тези преди един век.

#### Детско облекло
Детското облекло се променя успоредно с облеклото за възрастни и в наши дни вече има и аксесоари за бебета и деца, напълно идентично с аксесоартите за възрастни (но в по-лек и игрив дизайн, разбира се). Детските аксесоари са както компонент към облеклото на детето (лигавник, шапка, папионка, тиранти и пр.) така и допълнителни като очила, детско чадърче, детски фиби и пр.

## Облеклото като символ
Има редица облекла в развитието на човечеството, които са станали символични за определени периоди от развитието му:

### Джинси
Джинсите са облекло, което претърпява много различни периоди в своето развитие. В България е известно и като дънки. Това е едно от най-демократичните облекла. Те се носят както от милиардерите така и от най-големите бедняци в гетата. Неговата простота, удобство, лесна поддръжка както и цена са привлекли жени, мъже и деца, млади и стари, различни религии и политически възгледи за използването му. Имало е периоди в развитието на страни, като например социалистическите страни, специално СССР и България през 50-те години на ХХ век, когато носенето на джинси е нежелано. Причината е както липсата на такова облекло в магазините, така и идеята, че носенето му увеличава западното влияние върху младежта.
По време на така наречените цветни революции, движението за промени, започнало в Беларус получава наименованието дънкова революция.

### Ватенка
Ватенката е облекло съществуващо в различни варианти в миналото и сега. Има и модерни и скъпи варианти. Това, което е характерно е, че през 20 век наличните суровини и технологии дават възможност това облекло да се произвежда в големи количества и на ниска цена. На 1 април 1942 по време на разгара на Втората световна война излиза заповед за обличане на войниците на СССР с ватенки вместо с шинели.
В България ватенката придобива голямо разпространение през първите години на социализма. Това е облекло, което се произвежда масово и покрива нуждите на строителството, промишлеността и селското стопанство. Става символ на социалистическото строителство. Един от най-честните български поети, наречен „поетът с ватенката“ Пеньо Пенев пише:
```
Не мечтая
безсмъртие
и пътища леки, а ватенка топла
за зимния ден. – Безсмъртно
нека остане
навеки построеното тук
от мен!
```

## Поддръжка на облеклото
Облеклото е подложено на влияния от външни фактори, като слънце, влага, прах и други и от фактори свързани с човека, който го носи. Когато облеклото не се поддържа, много бързо загубва външния си вид и не може да изпълнява основните си функции. Има редица материали като кожени облекла не могат да се перат, затова се нуждаят от специализирана обработка. Повечето съвременни тъкани могат да бъдат прани и гладени, както и обработвани с различни химически продукти за почистване на петна, избелване, антистатичнист и други. За целите на поддръжката на етикета на съвременните облекла има подробно данни за температура на обработка, устойчивост към химикали и други.